# 王都中
王都中（1278年—1341年），字元俞，自号本斋，王积翁子，宣慰王剛中（字中齋）弟，元朝福建福宁州赤岸（今福建霞浦县）人。
王都中三岁，以父荫恩授从仕郎、南剑路顺昌县尹。十七岁时，忽必烈特授他为少中大夫、平江路总管府治中。僚属以其年少轻视他。但是王都中遇事剖析中肯入理，于是这些人不敢相欺。但任浙东道宣慰副使时，对强掠殴杀的豪民官吏，绳之以法。元武宗时担任江淮泉货监，他在江淮所铸造的钱币最为精致。担任郴州路总管时，大修学舍，延请宿儒教学。为母亲守丧后，担任海北海南道肃政廉访使，巡视三十四盐场，使役平课足。元统初年，两淮盐法久坏，转任两淮都转运盐使，整饬盐法。升为河南行省参知政事，途中病归。在家中拜江浙行省参知政事。历仕四十余年，多有善政。至正元年去世。谥清献。著有诗集《小山堂稿》三卷，已佚。